# 搶槓
搶槓（チャンカン）とは、麻雀における役のひとつ。1飜。他家が加槓を宣言した際、その牌が自らの和了牌であれば和了を宣言できるというもの。ロン和了として扱われ、加槓した者が放銃者となる。表記揺れとして木偏の槍槓と書かれることもあるが、「搶」は「奪う」という意味であるため、字義的には搶槓が正しい表記である。大正時代の書籍ではこの役を「金鶏奪食(きんけいだっしょく、チンチトーシ)」と表記しているものもある。

## 概要
河に捨てられた牌以外からロン和了できる唯一の役であり、基本的に加槓の場合にのみ成立する。ただし、国士無双に限り、例外的に暗槓でも搶槓によるロン和了を認めるルールが採用されている場合もある（国士無双 (麻雀)#国士無双に関する細目ルールの採用状況も参照）。
特殊な状況でしか成立しない役であるため、成立する頻度は低いが、ローカル役ではないため、注意が必要である。なお2人打ち麻雀では搶槓はフリテンとなってしまうため後述の「国士無双の暗槓に対する搶槓が可能」以外は原則的に不可。
搶槓が成立した場合、その槓は不成立となる。したがって槓ドラは発生せず、リーチ一発圏内であれば一発とも複合する。同じ理由で、四開槓と搶槓が重なった時も、搶槓による和了が優先される。
なお、フリテンの状態で搶槓を宣言した場合は、当然ながらチョンボになる。加槓前の元々のポンが自身の打牌によるものの場合もフリテンになるので搶槓で和了れない、上述通り2人打ち麻雀ではこの形になっている時点で既にフリテン状態となっているため実行不可となる。また、搶槓の見逃しは普通に河に捨てられた和了牌の見逃しと同等に扱われるので、フリテンのルールが適用される。すなわち、リーチ後であればリーチ後のフリテンに、そうでなければ同巡内フリテンになる。
原理上、搶槓は他家の加槓をロンする役なので、その加槓を宣言した時点でその牌は加槓者の地に4枚集まっていることになり、搶槓で和了した者の手牌（聴牌形）には必然的に含まれていないことになる。したがって搶槓の待ちの形は両面・嵌張・辺張及び国士無双一面待ちに限られ、双碰・単騎（七対子含む）及び国士無双十三面待ちはありえない。特に字牌の搶槓は国士無双のみに限られる。
また、実質的にダブルリーチとは複合することは有り得ない。つまり加槓なので、誰かがポンしていることが前提であるが、リーチ宣言よりも前にポンが発生すれば、ダブルリーチが成立せず、リーチ宣言よりも後にポンが発生するなら、ポン対象の捨て牌が和了牌であるはずなので、ロンをしなければ見逃しでフリテンになり槍槓で和了れなくなってしまう。
ただし、国士無双の暗槓に対する搶槓を可とし、人和が役満扱いであり、かつ役満の複合を認めるというローカルルールが重なった場合のみ、人和とは複合する。この場合は役満の話であるので搶槓は得点計算上は複合せず、あくまで和了の行為としての搶槓が成立するという話である。なお2人打ち麻雀でもこの場合に限り可能となる。なので逆に言えばこのローカルルールが仮に採用されていたとしても「么九牌以外の牌（=中張牌）での暗槓に対する搶槓」は不可能である。

## 抜きドラに対するロン宣言について
抜きドラを用いる三人麻雀では、相手が抜いた抜きドラに対してロンを宣言することができるルールになっていることがある。これを搶北（チャンペー）という場合もあるが、抜きドラを抜く行為は加槓ではないため、搶槓の定義からは外れる。そのため抜きドラに対するロン宣言には搶槓はつかない。役無し状態で抜きドラにロンを宣言するとチョンボを取られることになるので注意が必要である。